# Witbrauwmuggenvanger
De witbrauwmuggenvanger (Polioptila bilineata) is een zangvogel uit de familie Polioptilidae (muggenvangers). De soort is afgesplitst van de amazonemuggenvanger (P. plumbea), maar werd al in 1850 als soort beschreven door Charles Lucien Bonaparte.

## Verspreiding en leefgebied
Deze soort telt  5 ondersoorten:
- P. b. brodkorbi: van zuidelijk Mexico tot noordelijk Costa Rica.
- P. b. superciliaris: van het noordelijke deel van Centraal-Costa Rica tot noordelijk Colombia.
- P. b. cinericia: Coiba (nabij zuidelijk Panama).
- P. b. bilineata: van noordwestelijk Colombia tot noordwestelijk Peru.
- P. b. daguae: het westelijke deel van Centraal-Colombia.